# Саді Реббот
Саді Реббот (фр. Sady Rebbot; нар. 27 квітня 1935, Касабланка, Марокко — пом. 12 жовтня 1994, Париж, Франція) — французький актор. Відомий також як актор дубляжу, озвучив французькою мовою Джеймса Т. Кірка у «Зоряний шлях: Фільм», «Зоряний шлях 2: Гнів Хана», «Зоряний шлях 3: У пошуках Спока», «Зоряний шлях 4: Подорож додому», «Зоряний шлях 5. Останній кордон», «Зоряний шлях 6: Невідкрита країна».

## Життєпис
Саді Реббот народився 27 квітня 1935 року в місті Касабланка, Марокко.
Реббот був двічі одружений, має трьох дітей: Жерома (нар.1963), та близнюків Ґійом і Мелані (нар.1981). Саді Реббот є дядьком французькому актору, режисеру та сценаристу Філіпу Ребботу.
Саді Реббот помер від раку в Парижі. Він похований у Тьє .

## Вибрана фільмографія
| Рік  |   | Українська назва                 | Оригінальна назва                            | Роль                      |
| ---- | - | -------------------------------- | -------------------------------------------- | ------------------------- |
| 1960 | ф | Вівці Панурґа                    | фр. Les Moutons de Panurge                   | Жан Жіролт                |
| 1960 | ф | Дівчина з золотими очима         | фр. La Fille aux yeux d'or                   | Жан Ґабріела Албікокко    |
| 1962 | ф | Жити своїм життям                | фр. Vivre sa vie: Film en douze tableaux     | Рауль                     |
| 1979 | ф | Майже ідеальний роман            | англ. An Almost Perfect Affair               | епізод                    |
| 1968 | ф | Кохана Кароліна                  | фр. Caroline chérie                          | в'язень                   |
| 1970 | ф | Останній стрибок                 | фр. Le Dernier Saut                          | професор                  |
| 1972 | ф | Вбивця                           | фр. Le Tueur                                 | Люсьєн                    |
| 1973 | ф | Одкровення                       | фр. La Révélation                            | модельєр                  |
| 1977 | ф | Скандаліст                       | фр. L'Imprécateur                            | епізод                    |
| 1989 | ф | Французька революція             | фр. La Révolution française                  | Голова муніципальної ради |
| 1989 | ф | Мої ночі прекрасніші за ваші дні | фр. Mes nuits sont plus belles que vos jours | Франсуа                   |